# Merveille Mbemba
Pour les articles homonymes, voir Mbemba (homonymie).
Merveille Mbemba est une footballeuse internationale congolaise. Elle joue comme milieu de terrain avec le CSF Bikira et au sein de l'équipe nationale féminine de la République démocratique du Congo.

## Biographie

### Carrière en club
Merveille Mbemba joue jusqu'en 2019 au Promesse Star ; elle évolue depuis 2020 au CSF Bikira.

### Carrière internationale
Merveille Mbemba joue en 2015 avec l'équipe nationale des moins de 20 ans, disputant notamment les éliminatoires de la Coupe du monde féminine de football des moins de 20 ans 2016.
Elle est sélectionnée en équipe de République démocratique du Congo lors du Tournoi féminin de l'UNIFFAC 2020.